# Übelbach
Übelbach é um município da Áustria, situado no distrito de Graz-Umgebung, na estado da Estíria. Tem 94,63 km² de área e sua população em 2019 foi estimada em 2.042 habitantes.